# Charles Luis Reiter
Charles Luis Reiter (sinh ngày 26 tháng 4 năm 1988) là một cầu thủ bóng đá người Brasil.

## Sự nghiệp câu lạc bộ
Charles Luis Reiter đã từng chơi cho Nagoya Grampus.